# Куксарой
Куксаро́й (узб. Koʼksaroy) або Куксара́й (букв. Зелений палац) - діюча державна резиденція Президента Республіки Узбекистан, що включає велику озеленену територію з комплексом будівель. Знаходиться в парі кілометрах на північний схід від Мірзо-Улугбекського району Ташкента, в селищі Дурмень (або Дурман - від узб . Do'rmon / Дврмон ) Кібрайського району Ташкентської області.
Названо на честь Куксара́я — палацу Аміра Тимура (Тамерлана), що не зберігся до наших днів, в столиці своєї імперії — Самарканді (нині Узбекистан). З тюркської мови перекладається як Блакитний палац.
Є одним із найбільш захищених та охоронюваних місць в Узбекистані — будівлю та прилеглу територію цілодобово та жорстко охороняють президентська охорона в особі добре озброєних військовослужбовців Державної служби безпеки Президента Республіки Узбекистан, а також співробітники та агенти Служби державної безпеки Республіки Узбекистан. та війська Національної гвардії Республіки Узбекистан.
Збудований у 1990-і першим президентом Узбекистану Ісламом Каримовим як додаткова резиденція до своєї основної резиденції Оксарою. В епоху президентства Ісламу Карімова президент Узбекистану приймав у палаці Куксарой лідерів іноземних держав та інших іноземних гостей, проводив у дворі палацу урочисті прийоми лідерів держав. Після смерті Ісламу Карімова палац Оксарой і прилегла територія перетворені на музей як «Науково-просвітницький комплекс Ісламу Карімова».

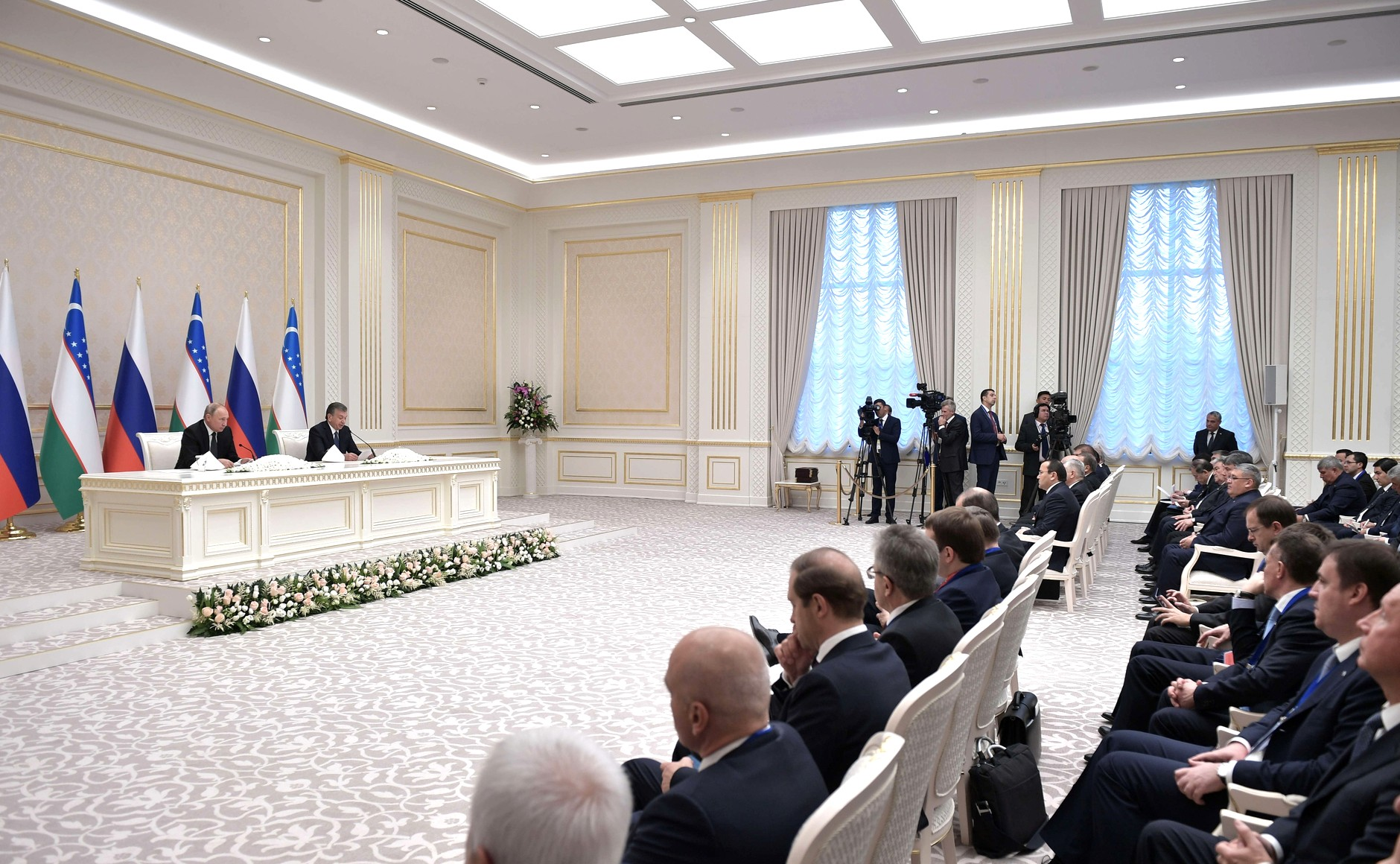
Один із залів палацу Куксарай

Президент Узбекистану Шавкат Мірзієєв спочатку тимчасово переїхав до будівлі Сенату Олій Мажліса Республіки Узбекистан, потім вибрав як основну робочу резиденцію саме палац Куксарой, де також приймає лідерів іноземних держав і гостей.